# Franziskanerkloster Goslar

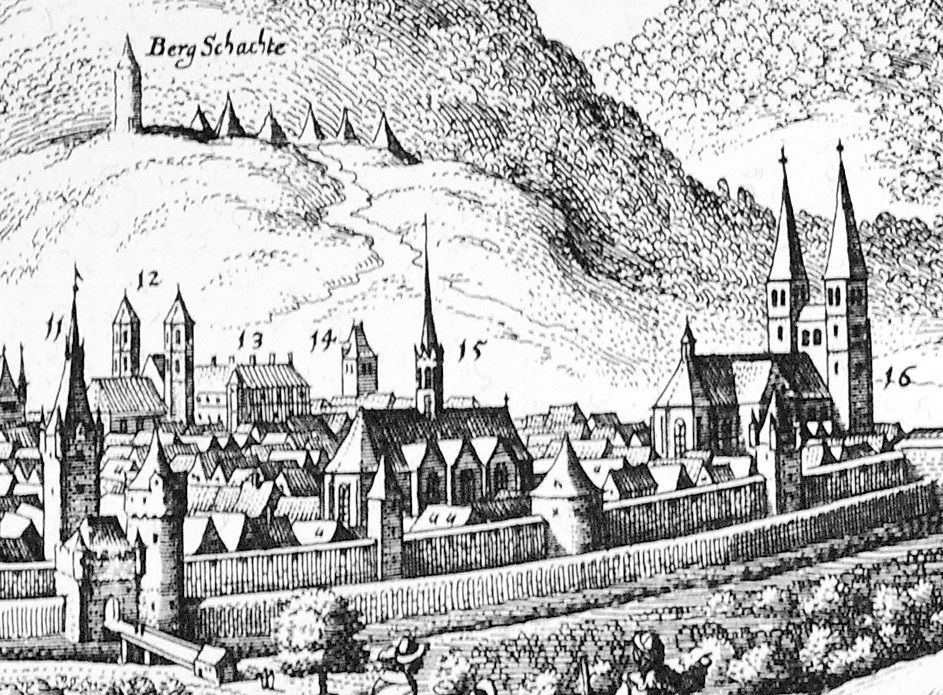
Matthäus Merian (1653), Stadtansicht Goslar, Ausschnitt: Franziskanerkirche (15, „die Brüdern kirch“) zwischen Viti-Tor (11) und Frankenberger Kirche (16)

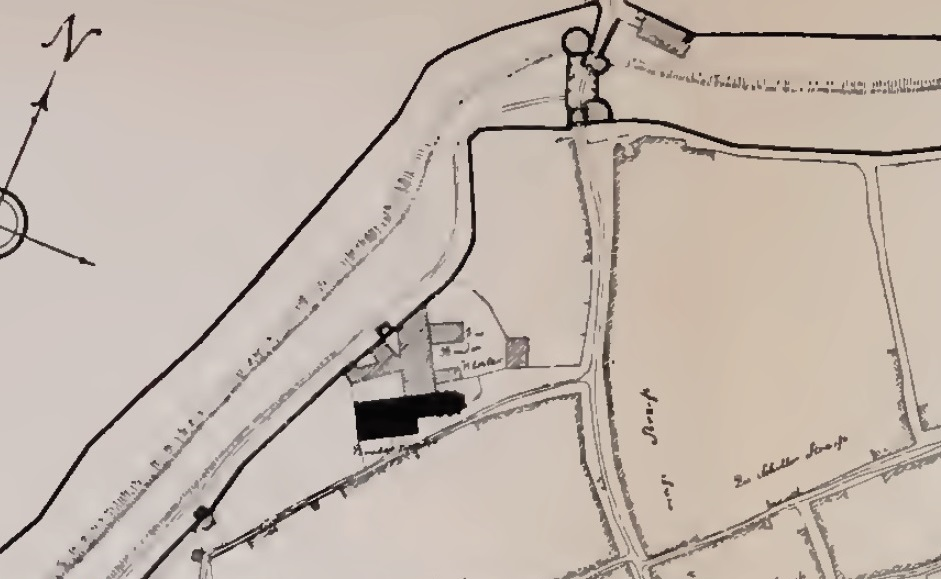
Stadtplan von 1803, Ausschnitt: Franziskanerkloster und Viti-Tor

Das Franziskanerkloster Goslar, auch Brüdernkloster, Minoritenkloster und Barfüßerkloster, war eine Niederlassung der Franziskaner in Goslar. Der Konvent mit dem Patrozinium des heiligen Laurentius bestand von 1223 bis 1530. Von den Gebäuden sind keine Reste erhalten.

## Geschichte
Laut Überlieferung gründete Kaiser Otto IV. († 1218) das Kloster; gesichert ist seine Existenz für die 1220er Jahre. Seit 1223 waren die Brüder des 1210 gegründeten Franziskanerordens (ordo fratrum minorum, Orden der Minderbrüder oder Minoriten) dort ansässig, die seit 1221 in Deutschland dauerhafte Niederlassungen errichteten. Goslar gehörte zu den frühesten franziskanischen Niederlassungen in Norddeutschland. Im selben Jahr entstanden auch die Klöster in Hildesheim, Halberstadt, Braunschweig und Magdeburg. Ab 1230 gehörten diese Klöster zur Sächsischen Franziskanerprovinz (Saxonia).
Das Grundstück lag zwischen der noch heute Hinter den Brüdern genannten Straße und dem Claustorwall am nordwestlichen Rand der Innenstadt unmittelbar an der Stadtmauer. In zahlreichen mittelalterlichen Städten, die im 13. Jahrhundert expandierten, wurden den Minderbrüdern Bauplätze in ähnlicher Lage überlassen. Das Goslarer Kloster wurde um 1300 durch eine Zustiftung des Stadtrats erweitert. Zum Klosterkomplex gehörte eine gotische Kirche in ungefährer Ostausrichtung im Stil einer Bettelordenskirche; sie hatte einen Dachreiter anstelle eines Kirchturms. Die Klostergebäude schlossen unmittelbar an der Nordseite der Kirche an und erstreckten sich bis zur Stadtmauer.
Das Kloster war wirtschaftlich schlecht gestellt. Es gibt auffallend wenige Urkunden. Die Brüder waren als Seelsorger für die Stadtbevölkerung tätig und wurden besonders von den Gewerkschaften der Bergleute geschätzt, wovon mehrere Altarstiftungen in der Klosterkirche zeugen. Ins Reich der Legende gehören spätmittelalterliche Berichte von medizinisch-alchemistischen Künsten der Brüder sowie die Behauptung, Berthold Schwarz habe hier das Schwarzpulver erfunden. Im 15. Jahrhundert nahm der Goslarer Konvent im Zuge der Auseinandersetzungen um die Armutsfrage im Franziskanerorden die Martinianischen Konstitutionen an und folgte damit einer gemäßigten Richtung in der Auslegung des Armutsgelübdes.
Als Folge der Reformation, die in Goslar 1526 eingeführt wurde, musste sich der Konvent auflösen. In den Gebäuden wurde 1569 ein Hospital eingerichtet. Nach dem Restitutionsedikt von 1629 kehrten die Franziskaner zurück, flohen aber schon 1632 vor den Schweden.
Die Kirche wurde 1715–1717 noch einmal saniert und neu ausgestattet, aber nach einem Baukommissionsbericht von 1814 war sie zu dieser Zeit bereits eingestürzt. 1820 wurde der Abriss des gesamten Klosterkomplexes beschlossen, der 1823 erfolgte. Vom Inventar kamen die barocken Stifterfenster ins Große Heilige Kreuz, mehrere Gemälde nach St. Jakobi.
Anfang der 1980er Jahre fand man in unmittelbarer Nähe des einstigen Klosters das Bruchstück eines Epitaphs, möglicherweise für einen 1297 gestorbenen kaiserlichen Vogt. Es wurde zusammen mit einigen Gewölberippen und Schlusssteinen an einer Hauswand der Straße Hinter den Brüdern angebracht.